# 前川重信
前川 重信（まえかわ しげのぶ、1953年1月18日 - ）は、日本の経営者。日本新薬代表取締役会長を務めているほか、一般社団法人京都経営者協会の会長も務める。滋賀県出身。

## 経歴
1976年に同志社大学文学部を卒業し、同年に日本新薬に入社。2005年6月に取締役に就任し、2006年6月に常務を経て、2007年6月には社長に就任。2021年6月に会長に就任。
2022年6月より京都経営者協会会長に就任。